# Georg Reichwein
Georg Reichwein, född i Kassel i Hessen-Kassel 1593, död 1667, var en officer i norsk tjänst. Han förde befäl över infanteriregementet på Akershus fästning och deltog i strid under Nordiska krigen. Han adlades 1655.